# Distrikt Magdalena (Cajamarca)
Der Distrikt Magdalena liegt in der Provinz Cajamarca in der Region Cajamarca in Nordwest-Peru. Der Distrikt hat eine Fläche von 207 km². Beim Zensus 2017 wurden 8848 Einwohner gezählt. Im Jahr 1993 lag die Einwohnerzahl bei 8813, im Jahr 2007 bei 9191. Sitz der Distriktverwaltung ist die auf einer Höhe von 1290 m gelegene Kleinstadt Magdalena (⊙) mit 1935 Einwohnern (Stand 2017). Magdalena liegt 19 km südwestlich der Provinz- und Regionshauptstadt Cajamarca am rechten Flussufer des nach Westen strömenden Río Jequetepeque (abschnittweise auch Río Magdalena). Die Nationalstraße 8 von Cajamarca nach Ciudad de Dios führt durch den Distrikt. Im äußersten Norden des Distrikts befindet sich der archäologische Fundplatz Cumbemayo (oder Cumbe Mayo).

## Geographische Lage
Der Distrikt Magdalena liegt im Westen der peruanischen Westkordillere, im südlichen Westen der Provinz Cajamarca. Der Río Jequetepeque fließt entlang der südlichen Distriktgrenze nach Westen.
Der Distrikt Magdalena grenzt im Norden an den Distrikt Chetilla, im Nordosten an den Distrikt Cajamarca, im Osten an den Distrikt San Juan, im Südosten an den Distrikt Asunción, im Südwesten an den Distrikt Contumazá (Provinz Contumazá) sowie im Westen an den Distrikt San Bernardino (Provinz San Pablo).

## Ortschaften
Neben dem Hauptort Magdalena gibt es noch folgende größere Ortschaften im Distrikt:
- Choropampa (⊙ 1125 Einwohner)
- La Viña (⊙ 403 Einwohner)
- Marco La Granada (⊙ 540 Einwohner)

## Chemie-Unfall von Choropampa
Der im Distrikt Magdalena gelegene Ort Choropampa erlangte tragische internationale Berühmtheit, als am 2. Juni 2000 ein mit Quecksilber beladener Tanklaster verunglückte und einen Kanister mit 151 Litern Quecksilber verlor, das im Bergwerk Yanacocha gefördert worden war. Einwohner von Choropampa sammelten einen Teil des giftigen Metalls ein. Daraufhin kam es zu zahlreichen Todesfällen und Missbildungen. Ausführliche Untersuchungsberichte zu den Folgen legten 2001 die staatliche Defensoría del Pueblo vor, ebenso 2002 das Unternehmen Newmont Mining Corporation, das das Bergwerk Yanacocha betreibt. Noch 20 Jahre später litten Einwohner des Dorfes unter den Spätfolgen des Unfalls.